# Pyrota invita
Pyrota invita är en skalbaggsart som beskrevs av Horn 1885. Pyrota invita ingår i släktet Pyrota och familjen oljebaggar. Inga underarter finns listade i Catalogue of Life.